# فهرست استان‌های تونس بر پایه مساحت

تصویر نقشه تونس و رده‌بندی استان‌های این کشور بر پایه مساحت را نشان می‌دهد.

فهرست استان‌های تونس برپایه مساحت در این جدول از بالا به پایین بزرگ‌ترین استان‌های تونس از لحاظ مساحت را نشان می‌دهد. تونس با مساحتی بالغ بر ۱۶۳٬۶۱۰ کیلومتر مربع (۶۳٬۱۷۰ مایل مربع) جایگاه نود و دومین را در جهان از نظر مساحت دارد:
| ردیف | استان   | پهناوری  | پهناوری   |
| ردیف | استان   | کیلومتر۲ | مایل مربع |
| ---- | ------- | -------- | --------- |
| ۱    | تطاوین  | ۳۸٬۸۸۹   | ۱۵٬۰۱۵    |
| ۲    | قبلی    | ۲۲٬۰۸۴   | ۸٬۵۲۷     |
| ۳    | قفصه    | ۸٬۹۹۰    | ۳٬۴۷۰     |
| ۴    | مدنین   | ۸٬۵۸۸    | ۳٬۳۱۶     |
| ۵    | قصرین   | ۸٬۰۶۶    | ۳٬۱۱۴     |
| ۶    | صفاقس   | ۷٬۵۴۵    | ۲٬۹۱۳     |
| ۷    | قابس    | ۷٬۱۷۵    | ۲٬۷۷۰     |
| ۸    | بوزید   | ۶٬۹۹۴    | ۲٬۷۰۰     |
| ۹    | قیروان  | ۶٬۷۱۲    | ۲٬۵۹۲     |
| ۱۰   | کاف     | ۴٬۹۶۵    | ۱٬۹۱۷     |
| ۱۱   | توزر    | ۴٬۷۱۹    | ۱٬۸۲۲     |
| ۱۲   | سلیانه  | ۴٬۶۴۲    | ۱٬۷۹۲     |
| ۱۳   | بنزرت   | ۳٬۶۸۵    | ۱٬۴۲۳     |
| ۱۴   | باجه    | ۳٬۵۵۸    | ۱٬۳۷۴     |
| ۱۵   | جندوبه  | ۳٬۱۰۲    | ۱٬۱۹۸     |
| ۱۶   | مهدیه   | ۲٬۹۶۶    | ۱٬۱۴۵     |
| ۱۷   | نابل    | ۲٬۷۸۸    | ۱٬۰۷۶     |
| ۱۸   | زغوان   | ۲٬۷۶۸    | ۱٬۰۶۹     |
| ۱۹   | سوسه    | ۲٬۶۶۹    | ۱٬۰۳۱     |
| ۲۰   | منوبه   | ۱٬۱۳۷    | ۴۳۹       |
| ۲۱   | منستیر  | ۱٬۰۱۹    | ۳۹۳       |
| ۲۲   | بن عروس | ۷۶۱      | ۲۹۴       |
| ۲۳   | اریانه  | ۴۸۲      | ۱۸۶       |
| ۲۴   | تونس    | ۳۴۶      | ۱۳۴       |